# Malé Kyšice

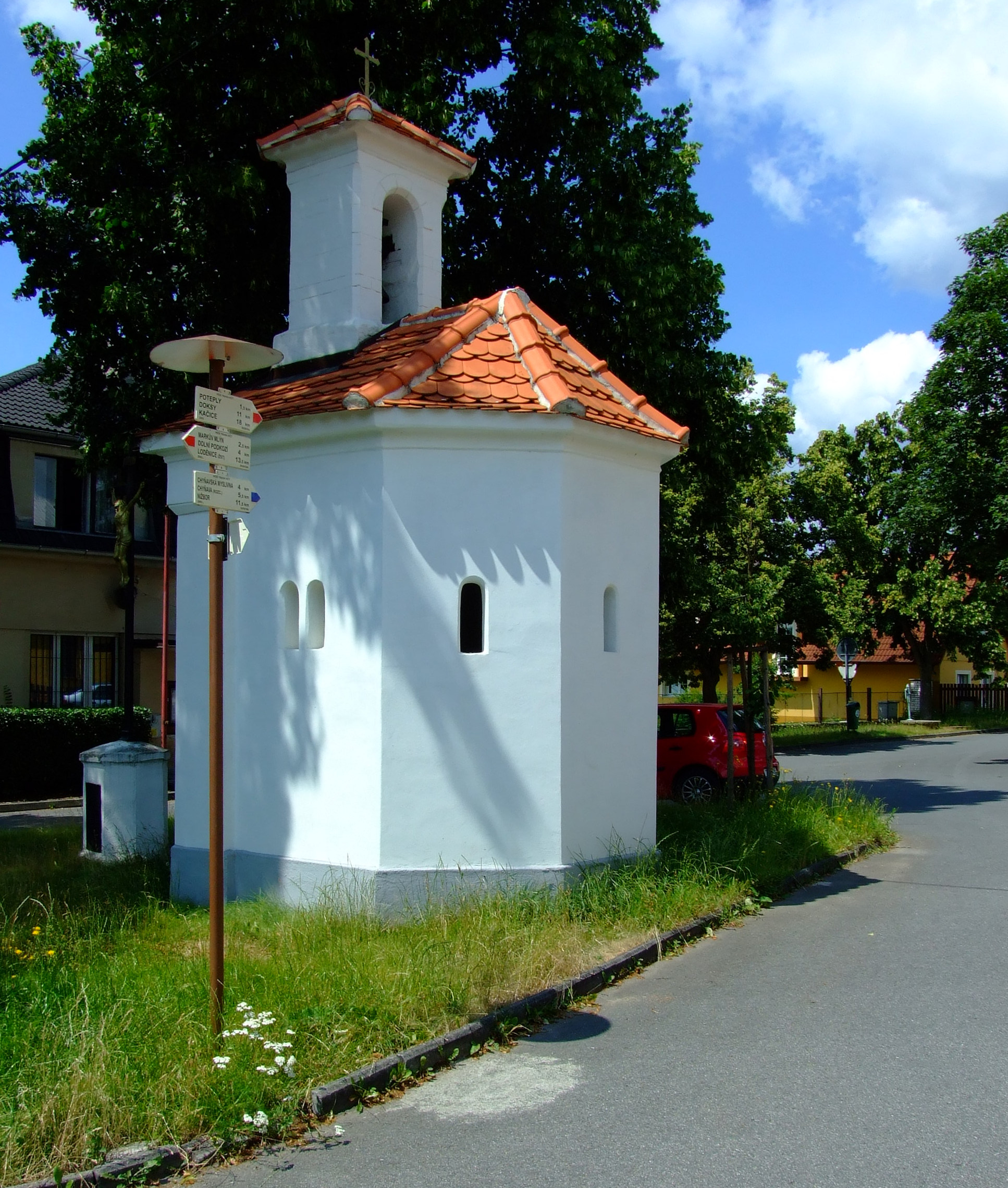
Kapelle in Malé Kyšice

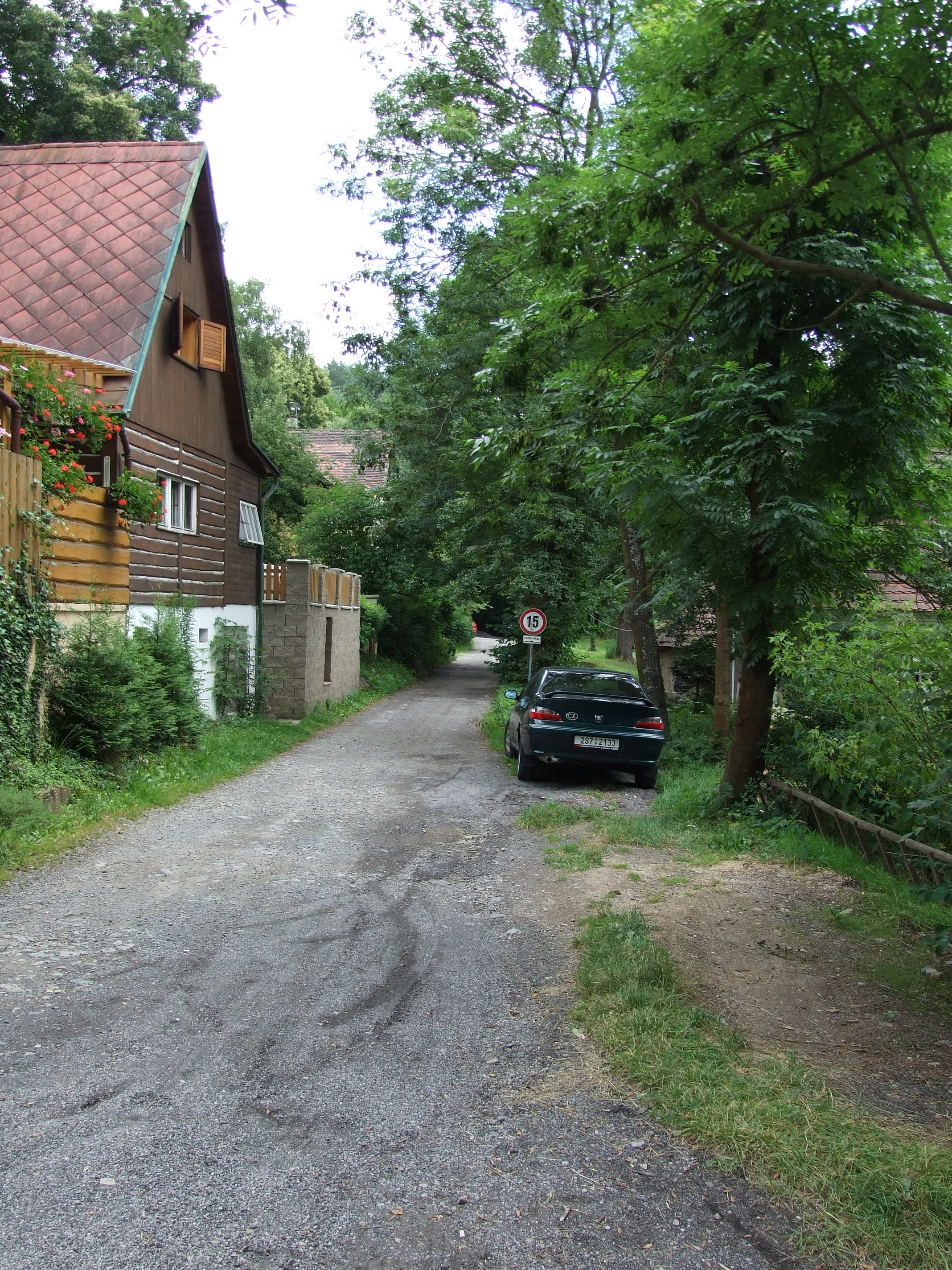
Haus in Poteplí

Malé Kyšice (deutsch Klein Kischitz) ist eine Gemeinde in Tschechien. Sie liegt vier Kilometer südwestlich von Unhošť und gehört zum Okres Kladno.

## Geographie
Malé Kyšice befindet sich im Naturpark Povodí Kačáku in der Křivoklátská vrchovina. Das von Wäldern umschlossene Dorf liegt linksseitig über dem Tal der Loděnice, die hier auch Kačák genannt wird, auf einer Terrasse. Gegen Osten erstreckt sich das Landschaftsschutzgebiet Křivoklátsko. Nördlich erhebt sich der Brdce (Steinberg, 450 m), im Süden der kozí vrch (401 m), südwestlich die Hradecká (467 m), Plechovka (473 m) und der Tuchonín (488 m) sowie im Westen der Vysoký vrch (Großberg, 486 m). Am östlichen Ortsrand verläuft die Staatsstraße II/118 zwischen Kladno und Beroun.
Nachbarorte sind Horní Bezděkov und Nouzov im Norden, Suchý Mlýn, Na Štokách, Štoka und Unhošť im Nordosten, Nový Mlýn, Červený Mlýn, Rymáň, Červený Újezd, Svárov und Ptice im Osten, Hřebenka, Dědkův Mlýn, Markův Mlýn, Dolní Podkozí und Podkozí im Südosten, Okrouhlík, Kysický Mlýn, Libečov und Chyňava im Süden, Zelená Bouda, Nižbor und Dřevíč im Südwesten, Pohodnice, Kouty, Běleč und Bratronice im Westen sowie Poteplí, Proškův Mlýn, Roučmídův Mlýn, Lhota und Dolní Bezděkov im Nordwesten.

## Geschichte
Auf dem Vysoký vrch befand sich eine frühzeitliche Burgstätte, die 1961 von Zdeněk Peřina entdeckt wurde und aus dem 5.–3. Jahrhundert v. Chr. stammt.
Die erste schriftliche Erwähnung der Wassermühle in Poteplí erfolgte im Jahre 1423.
Um 1680 hinterließ ein Sturm schwere Schäden in den Wäldern am Vysoký vrch. Zur Beseitigung des Windbruches holte der Pfandherr der Herrschaft Pürglitz, Johann Adolf von Schwarzenberg, Untertanen aus Sýkořice und Nezabudice in das entlegene Gebiet, die um einen kleinen Teich eine Siedlung aus einfachen, mit Lehm und Moos abgedichteten gezimmerten Hütten anlegten. Im Jahre 1685 verkaufte Kaiser Leopold I. die Herrschaft an Ernst Joseph Graf von Waldstein. Die Beseitigung der Sturmschäden erfolgte mit primitiven Mitteln und dauerte mehrere Jahrzehnte. Die als Kyšické Chaloupky bzw. Na Chaloupkách bezeichnete Siedlung blieb auch danach von Holzfällern und Köhlern bewohnt, die die herrschaftlichen Eisenhütten mit Holzkohle versorgten.
1731 vererbte Johann Joseph Graf von Waldstein die Herrschaft an seine Tochter und Universalerbin Maria Anna Fürstin zu Fürstenberg, die sie 1756 testamentarisch mit der Herrschaft Kruschowitz und dem Gut Nischburg zu einem Familienfideikommiss von 400.000 Gulden vereinigte. Die eine Hälfte des Erbes fiel ihren Söhnen Joseph Wenzel zu Fürstenberg-Stühlingen und Karl Egon I. zu Fürstenberg zu, die andere ihren Töchtern Henriette Fürstin von Thurn und Taxis und Maria Theresia zu Fürstenberg. Als Fideikommisserben setzte sie ihren zweitgeborenen Sohn Karl Egon I. ein, der durch Ausgleich auch die Anteile seiner Geschwister erwarb. Nach dem Tode von Karl Egon I. erbte 1787 dessen ältester Sohn Philipp Fürst zu Fürstenberg († 1790) den Besitz, ihm folgten seine Kinder Karl Gabriel zu Fürstenberg († 1799) und Leopoldine Prinzessin von Hessen-Rothenburg-Rheinfels. 1803 verzichteten die weiblichen Erben in einem Familienvergleich zugunsten des minderjährigen Karl Egon II. zu Fürstenberg und der fürstlichen und landgräflichen Häuser Fürstenberg; als Verwalter wurde bis zu dessen Volljährigkeit im Jahre 1817 Joachim Egon Landgraf von Fürstenberg eingesetzt.
Im Jahre 1843 war das aus zehn Häusern bestehende Dorf Chalaupky oder Klein-Kischitz zusammen mit dem herrschaftlichen Jägerhaus Potepl (Poteplí) nach Unter-Bezdiekau konskribiert. Die Mühle Potepl war nach Neuhof untertänig. Pfarrort war Unhoscht. Bis zur Mitte des 19. Jahrhunderts blieb Chalaupky dem Fideikommiss Pürglitz untertänig. Die Mehrzahl der Bewohner des Dorfes trug den Familiennamen Šíma. Der 1848 aus Anlass der Abschaffung der Robot vorgesehene Errichtung einer Kapelle führte zu einem heftigen Streit zwischen den Nachbarn Dominik Šíma und Matěj Šefčík, die beide den Kapellenbau ausführen wollten.
Nach der Aufhebung der Patrimonialherrschaften bildete Chaloupky / Chalaupky ab 1850 einen Ortsteil der Gemeinde Bezděkov / Bezdiekau im Bezirk Smichow und Gerichtsbezirk Unhoscht. Nach dem Tode des Karl Egon II. zu Fürstenberg erbte 1854 dessen zweitgeborener Sohn Max Egon I. den Fideikommiss Pürglitz. In der zweiten Hälfte des 18. Jahrhunderts lebte die Mehrzahl der Einwohner von der Forstarbeit, es entstanden aber auch einige Kleinbauernwirtschaften. Die Steinkohle und der Koks aus dem Kladnoer Revier verdrängten die Holzkohle als Brennstoff für die Eisenhütten. Damit verlor auch die Köhlerei zunehmend an Bedeutung. Ein Teil der Bewohner arbeitete in den Steinkohlenschächten Kübeck, Engerth bzw. Ronnovky im 14 Kilometer entfernten Hnidousy. Der amtliche Ortsname wurde 1880 in Malé Kyšice / Klein Kischitz geändert. Ab 1893 gehörte das Dorf zur Gemeinde Horní Bezděkov im Bezirk Kladno. Um die Jahrhundertwende wurde das wildromantische Kačák-Tal durch den aufkommenden Tourismus entdeckt. Im Jahre 1903 bildete sich die Freiwillige Feuerwehr. Zwischen 1915 und 1919 lebten in Malé Kyšice mehrere italienische Aussiedler aus Südtirol. Am 10. November 1923 löste sich Malé Kyšice von Horní Bezděkov los und bildete eine eigene Gemeinde. In den 1920er Jahren entstand im großen Mäander der Loděnice die Trampsiedlung Rujana und 1929 daneben das Flussbad Okrouhlík. Im Jahre 1932 lebten in Malé Kyšice 247 Personen. Zu dieser Zeit gab es im Dorf u. a. zwei Mühlen und vier Gasthäuser. Im Zuge der Errichtung der Prager Linie des Tschechoslowakischen Walls wurde 1937 auf dem Brdce ein Bunker gebaut. Am 1. Jänner 1986 wurde Malé Kyšice nach Unhošť eingemeindet. Seit dem 24. November 1990 ist Malé Kyšice wieder eigenständig. Die Gemeinde führt seit 1997 ein Wappen und Banner.
Malé Kyšice ist heute ein Erholungsort. Bei den früheren Mühlen Dědkův mlýn und Kysický mlýn befinden sich über dem Kačák-Tal mehrere ausgedehnte Ferienhaussiedlungen.

## Ortsgliederung
Für die Gemeinde Malé Kyšice sind keine Ortsteile ausgewiesen. Zu Malé Kyšice gehören die Siedlung Poteplí (Potepl) sowie der westliche der Teil der Siedlung Hřebenka.

## Sehenswürdigkeiten
- Kapelle auf dem Dorfplatz, errichtet 1848 durch Dominik Šíma anstelle eines hölzernen Glockenturmes anlässlich der Abschaffung der Robote
- Gusseisernes Kreuz vor der Kapelle, errichtet 1849 durch Matěj Šefčík
- Gedenkstein für die Gefallenen im Ersten Weltkrieg, enthüllt 1924. Im Jahre 2009 wurde daran eine Gedenktafel an die Südtiroler Italiener angebracht.
- Mäander der Loděnice südöstlich von Malé Kyšice mit der Trampsiedlung Rujana, dem ehemaligen Flussbad Okrouhlík.
  - Ehemalige Wassermühle Markův mlýn, sie stellt 1951 den Mühlbetrieb ein, daneben befindet sich seit 1993 das Naturdenkmal Markův mlýn
- Wassermühle Proškův mlýn in Poteplí, das aus dem 19. Jahrhundert stammende Bauwerk dient heute als Museum
- Felsgipfel des Vysoký vrch, zum Ende der 1960er Jahre entstand der Brauch, dass Besucher des Berges zum Gedenken an Jan Palach einen Stein mitbrachten und auf dem Gipfel ablegten, sukzessive entstand ein Steinmann, die Palachova mohyla. Im Jahre 2007 wurde ein neuer 10 m hoher hölzerner Aussichtsturm mit einer Plattform in 5 m Höhe errichtet. Sein Vorgängerbau war einer der Drehortes des Films Báječná léta pod psa.[5]
- Felsgipfel des Brdce mit Bunker
- Kapelle der Jungfrau Maria an einer wundertätigen Quelle im Tal des Baches Žlábek westlich von Poteplí, errichtet 1649. Sie wurde im Jahre 2000 instand gesetzt.[6]
- Rotarmistendenkmal an der Straßenkehre in Poteplí, es wurde 1947 errichtet und dorthin die sterblichen Überreste von zwei im Mai 1945 in Poteplí verstorbenen sowjetischen Soldaten umgebettet.

## Persönlichkeiten

### Söhne und Töchter der Gemeinde
- Josef Prošek (1890–1923), Architekt in Makedonien, er wurde in der Proškův mlýn in Poteplí geboren
- Josef Chaloupka (1932–2003), Musiker und Dirigent des Nationaltheaters

### Im Orts lebten und wirkten
- Bedřich Fricke (1864–1905), der Sohn eines preußischen Deserteurs wirkte in Unhošť als Übersetzer. In den Jahren 1903–1904 war er Pächter des neu errichteten Gasthofes U Netopýra in Poteplí. 1904 gründete Fricke in Poteplí, die nach Bertha von Suttners Roman Die Waffen nieder! benannte, erste tschechischsprachige pazifistische Zeitschrift „Odzbrojte“, die nach zwei Ausgaben verboten wurde.[7]
- Miloš Sokola (1913–1976), der Violinist und Komponist verbrachte seinen Lebensabend dort